# Svjetionik Rt Crna punta
Svjetionik Rt Crna punta je svjetionik na jadranskoj obali, na istoimenom rtu na najistaknutijem dijelu istočne obale Istre. Nalazi se oko 1 km južno od sela Skitača u općini Raša.
Svjetionik osigurava pomorski put prema Rijeci i ostalim kvarnerskim lukama. Sastoji se od izdvojene kule visoke 5 m sa svjetlom i zgrade koja uključuje prizemlje i prvi kat ukupne površine 160 m2. U sklopu svjetionika nalazi se skladište i motornica. Pred objektom je manji pristan i dizalica za brodice. U zgradi nema električne energije, a vodom se opskrbljuje iz vlastite cisterne. Sa svjetionika je povučena svjetioničarska posada te je automatiziran i uključen u sustav daljinskog nadzora. Svjetioniku se najlakše pristupa brodom.

## Legenda
Uz Crnu puntu se veže legenda o skrivenom zlatu te o tragačima za tim blagom koji su pod morem otkrili tajanstvene hodnike. Po legendi, u tim hodnicima nije nađeno zlato već kamene ploče s čudnim i nerazjašnjenim simbolima.